# Nocticanace spinicosta
Nocticanace spinicosta är en tvåvingeart som beskrevs av Wirth 1969. Nocticanace spinicosta ingår i släktet Nocticanace och familjen Canacidae. Inga underarter finns listade i Catalogue of Life.